# Igor Gradoboyev
Igor Gradoboyev (Babruysk, 28 de septiembre de 1971 - Babruysk, 26 de mayo de 2013) fue un futbolista profesional bielorruso que jugaba en la demarcación de centrocampista.

## Biografía
Igor Gradoboyev debutó profesionalmente en 1996 a los 25 años con el FC Belshyna Babruisk, equipo en el que permaneció durante diez temporadas y 308 partidos jugados hasta su retirada de los terrenos de juego, habiendo conseguido una Vysshaya Liga en 2001 y tres copas de Bielorrusia, en 1997, 1999 y 2001.
Falleció el 26 de mayo de 2013 a los 41 años de edad tras una obstrucción intestinal.

## Clubes
| Club                 | País        | Año         |
| -------------------- | ----------- | ----------- |
| FC Belshyna Babruisk | Bielorrusia | 1996 - 2006 |

## Palmarés
- Vysshaya Liga (1): 2001
- Copa de Bielorrusia (3): 1997, 1999 y 2001